# Achères, Cher

Achères este o comună în departamentul Cher, Franța. În 1 ianuarie 2022 avea o populație de 332 de locuitori.